# Time Is Up 2
Time Is Up 2 è un film del 2022 diretto da Elisa Amoruso.
È il sequel del film Time Is Up del 2021.

## Trama
La relazione tra Vivien e Roy procede a gonfie vele, così i due decidono di trascorrere un periodo di vacanza in Sicilia, la terra natia di Roy. Le prime difficoltà sopraggiungono quando compare una vecchia fiamma di Roy, Anna, la quale sembra nutrire ancora interesse nei suoi confronti. Nel frattempo a Roy viene proposto un contratto come gallerista, occasione che gli consentirebbe finalmente di coronare il sogno di vedere esposte le sue fotografie. Dopo un momento di indecisione da parte di Vivien a restare in Italia, la ragazza sceglie di assecondare l’obiettivo di Roy e la loro permanenza viene così prolungata. Se all’inizio la presenza di Anna sembrava ingombrante, poi gli animi si acquietano: Vivien e Roy possono continuare la loro favola d’amore.

## Distribuzione
Il film è stato pubblicato sulla piattaforma Prime Video il 27 ottobre 2022.